# 2011年世界游泳锦标赛俄罗斯代表团

俄罗斯代表团旗帜

2011年世界游泳锦标赛俄罗斯代表团共派出45名运动员参赛。

## 奖牌榜
| 名次 | 代表团 | 金牌 | 银牌 | 铜牌 | 总数 |
| ---- | ------ | ---- | ---- | ---- | ---- |
| 3    | 俄罗斯 | 8    | 6    | 4    | 18   |

## 奖牌获得者

### 金牌
1. 女子花样游泳单人技术：伊什琴科
2. 女子花样游泳双人技术：伊什琴科/罗玛什娜
3. 女子花样游泳集体技术：俄罗斯队
4. 女子花样游泳单人自由：伊什琴科
5. 女子花样游泳自由组合：俄罗斯队
6. 女子花样游泳双人自由：伊什琴科/罗玛什娜
7. 女子花样游泳集体自由：俄罗斯
8. 女子游泳50米仰泳：阿纳斯塔西娅·祖耶娃

### 银牌
1. 男子跳水双人3米板：扎卡洛夫/库兹涅佐夫
2. 男子跳水单人3米板：扎卡罗夫
3. 男子公开水域25公里：德亚钦
4. 女子游泳100米仰泳：阿纳斯塔西娅·祖耶娃
5. 女子游泳200米蛙泳：埃菲莫娃
6. 女子游泳50米蛙泳：埃菲莫娃

### 铜牌
1. 男子公开水域10公里：波尔沙科夫
2. 男子公开水域5公里：德拉特塞夫
3. 男子跳水单人3米板：库兹涅佐夫
4. 女子水球队

## 比赛成绩

### 水球

#### 女子
|              | 比赛对手 | 比分  |
| ------------ | -------- | ----- |
| 小组赛       | 巴西     | 15:4  |
| 小组赛       | 西班牙   | 18:8  |
| 小组赛       | 希腊     | 5:6   |
| 八强赛资格赛 | 古巴     | 26:8  |
| 1/4决赛      | 美国     | 9:7   |
| 半决赛       | 中国     | 12:13 |
| 三四名决赛   | 意大利   | 8:7   |